# Digital Foto
Digital Foto er Nordens største tidsskrift, der handler om  hobbyfotografering. Det udgives af Bonnier Publications. Digital Foto havde i sidste halvår af 2010 et oplag på 12.352. 